# De Republica (album)
De republica è il terzo album della band italiana Progressive rock Deus ex Machina del 1994

## Tracce
1. Exordium
2. Republica I
3. Republica II
4. Republica III
5. Macte Aequitatem
6. Foederis Aequas Dicamus Leges
7. Aeterna Lex
8. Perpetua Lux I
9. Perpetua Lux II
10. De Oraculis Novis I
11. De Oraculis Novis II
12. De Oraculis Novis III
13. Dittatura Della Mediocrità

## Formazione
- Alberto Piras - voce
- Mauro Collina - chitarra elettrica, chitarra acustica
- Luigi Ricciardiello - tastiere
- Alessandro Bonetti - violino
- Alessandro Porreca - basso elettrico
- Claudio Trotta - batteria